# Allocyclops
Allocyclops – rodzaj widłonogów z rodziny Cyclopidae. Nazwa naukowa tego rodzaju skorupiaków została po raz pierwszy opublikowana w 1932 roku przez niemieckiego zoologa Friedricha Kiefera.

## Podział systematyczny
Do rodzaju należą następujące gatunki:
- Allocyclops arenicolus (Fryer, 1956)
- Allocyclops austronipponicus Tomikawa, Ishida & Mawatari, 2005
- Allocyclops beadlei (Lindberg, 1956)
- Allocyclops botosaneanui Plesa, 1981
- Allocyclops cavicola Chappuis, 1951
- Allocyclops chappuisi Kiefer, 1932
- Allocyclops minutissimus (Kiefer, 1933)
- Allocyclops nudus Fiers & Lagnika, 2015
- Allocyclops pilosus Fiers & Lagnika, 2015
- Allocyclops ritae Dumont & Lamoot, 1978
- Allocyclops sakitii Fiers & Lagnika, 2015
- Allocyclops spinifer Fiers & Lagnika, 2015